# 119-й отдельный боевой вертолётный полк
119-й отдельный боевой вертолётный полк (сокращённо 119 обвп, укр. 119-й окремий бойовий вертолітний полк) — воинское формирование ВВС СССР и ВВС Украины. Участвовал в Афганской войне.

## История
Образован согласно директиве Генерального штаба Вооружённых сил от 17 мая 1981 года и директиве командующего Прикарпатским военным округом от 30 мая 1981 года как воинская часть № 22660. Первые полёты состоялись 6 августа 1981 года. Командир полка — подполковник Данченков О. А., начальник политотдела — майор Винников А.А., начальник штаба — майор Яворский М.А.
В 1983 году личный состав полка был отправлен в Афганистан в состав ОКСВА для выполнения интернационального долга. Службу несли 1-я вертолётная эскадрилья (прибытие в 1983—1985) и 2-е звено 2-й вертолётной эскадрильи (с 1984). В 1987 году командировались 6 экипажей полка, в 1988 — всего 4. Службу прошли 420 человек личного состава, награждённые:
- боевыми медалями — 56 человек
- орденом Почёта — 3 человека
- орденом «За службу Родине в Вооружённых Силах СССР» — 107 человек
- орденом Красной Звезды — 124 человека
- орденом Боевого Красного Знамени — 5 человек
- орденом Ленина — 1 человек

Боевое знамя вручено 6 октября 1988 года. К 1990 году в составе полка насчитывалось 42 боевых вертолёта Ми-24 и 15 военно-транспортных Ми-8. В 1992 году полк перешёл в состав ВВС Украины, преобразован 26 августа 2004 года в 3-ю бригаду армейской авиации (ныне 16-я отдельная бригада армейской авиации).